# دسته دختران
دستهٔ دختران فیلمی ایرانی به کارگردانی منیر قیدی است که نخستین بار در ۱۵ بهمن ۱۴۰۰ در جشنوارهٔ فیلم فجر به نمایش درآمد. این فیلم با نقدهای ضد و نقیضی از سوی منتقدان همراه بوده و در زمینهٔ نقض فیلم‌نامه مورد انتقاد قرار گرفته است. این فیلم در تاریخ ۳۰ فروردین ۱۴۰۲ اکران شد.

## خلاصه داستان
این فیلم راوی مقاومت و ایثار زنان در روزهای پرتلاطم ابتدایی جنگ است و با بازسازی تصاویر زنده و مستند از نبرد خانه به خانه خرمشهر، اولین تصویر سینمایی با نگاه زنانه از آن مقاومت را خلق کرده است.

## بازیگران
| بازیگر          | نقش        |
| --------------- | ---------- |
| نیکی کریمی      | یگانه      |
| پانته‌آ پناهی‌ها  | وجیهه      |
| فرشته حسینی     | سیمین      |
| هدی زین‌العابدین | فرشته      |
| حسین سلیمانی    | سرباز      |
| صدف عسگری       | آذر        |
| مهدی حسینی‌نیا   | همسر وجیهه |

## جوایز و افتخارات
| جایزه                        | رده                        | نامزد                        | نتیجه        | منبع        |
| ---------------------------- | -------------------------- | ---------------------------- | ------------ | ----------- |
| چهلمین دوره جشنواره فیلم فجر | بهترین جلوه‌های بصری        | حسن نجفی منش امیر ولی‌خانی    | برنده        | [ ۴ ] [ ۵ ] |
| چهلمین دوره جشنواره فیلم فجر | بهترین جلوه‌های ویژه میدانی | محسن روزبهانی کاووس روزبهانی | نامزدشده     | [ ۴ ] [ ۵ ] |
| چهلمین دوره جشنواره فیلم فجر | بهترین طراحی صحنه          | محمدرضا شجاعی                | نامزدشده     | [ ۴ ] [ ۵ ] |
| چهلمین دوره جشنواره فیلم فجر | بهترین صدابرداری           | مهدی ابراهیم‌زاده             | نامزدشده     | [ ۴ ] [ ۵ ] |
| چهلمین دوره جشنواره فیلم فجر | بهترین صداگذاری            | فرامرز ابوالصدق              | نامزدشده     | [ ۴ ] [ ۵ ] |
| چهلمین دوره جشنواره فیلم فجر | بهترین تدوین               | حمید نجفی‌راد                 | نامزدشده     | [ ۴ ] [ ۵ ] |
| چهلمین دوره جشنواره فیلم فجر | بهترین بازیگر نقش مکمل زن  | فرشته حسینی                  | دیپلم افتخار | [ ۴ ] [ ۵ ] |